# Castro de Fuentidueña
Castro de Fuentidueña è un comune spagnolo di 83 abitanti situato nella comunità autonoma di Castiglia e León.